# Montluel
Montluel település Franciaországban, Ain megyében. Lakosainak száma 6879 fő (2022. január 1.). Montluel Birieux, La Boisse, Dagneux, Mionnay, Le Montellier, Pizay, Saint-André-de-Corcy, Sainte-Croix, Saint-Marcel és Tramoyes községekkel határos.

## Népesség
A település népességének változása:
| Lakosok száma | 3442 | 5450 | 5954 | 6478 | 7074 | 7032 | 6964 | 6886 | 6864 | 6879 |
|               | 1968 | 1982 | 1990 | 2006 | 2013 | 2015 | 2017 | 2019 | 2020 | 2022 |